# Луцубидзе, Михаил Саввич
Михаил Саввич Луцубидзе (1908 год, село Акура, Телавский уезд, Тифлисская губерния, Российская империя — неизвестно, село Акура, Телавский район, Грузинская ССР) — звеньевой колхоза «Моцинаве» Телавского района, Грузинская ССР. Герой Социалистического Труда (1949).

## Биография
Родился в 1908 году в крестьянской семье в селе Акура Телавского уезда. С раннего возраста трудился в сельском хозяйстве. Во время коллективизации вступил в колхоз «Моцинаве» Телавского района. В послевоенные годы возглавлял виноградарское звено.
В 1948 году звено под его руководством собрало в среднем с каждого гектара по 103 центнера винограда на участке площадью 3,5 гектара. Указом Президиума Верховного Совета СССР от 9 августа 1949 года удостоен звания Героя Социалистического Труда за «получение высоких урожаев винограда в 1948 году» с вручением ордена Ленина и золотой медали «Серп и Молот» (№ 4400).
Этим же указом званием Героя Социалистического Труда были награждены труженики колхоза «Моцинаве» звеньевые Роман Александрович Джачвадзе и Гавриил Васильевич Чургулашвили.
После выхода на пенсию проживал в родном селе Акура Телавского района. С 1969 года — персональный пенсионер союзного значения. Дата смерти не установлена.
Награды
- Герой Социалистического Труда
- Орден Ленина
- Орден Трудового Красного Знамени (05.09.1950)